# Frederico Meyer

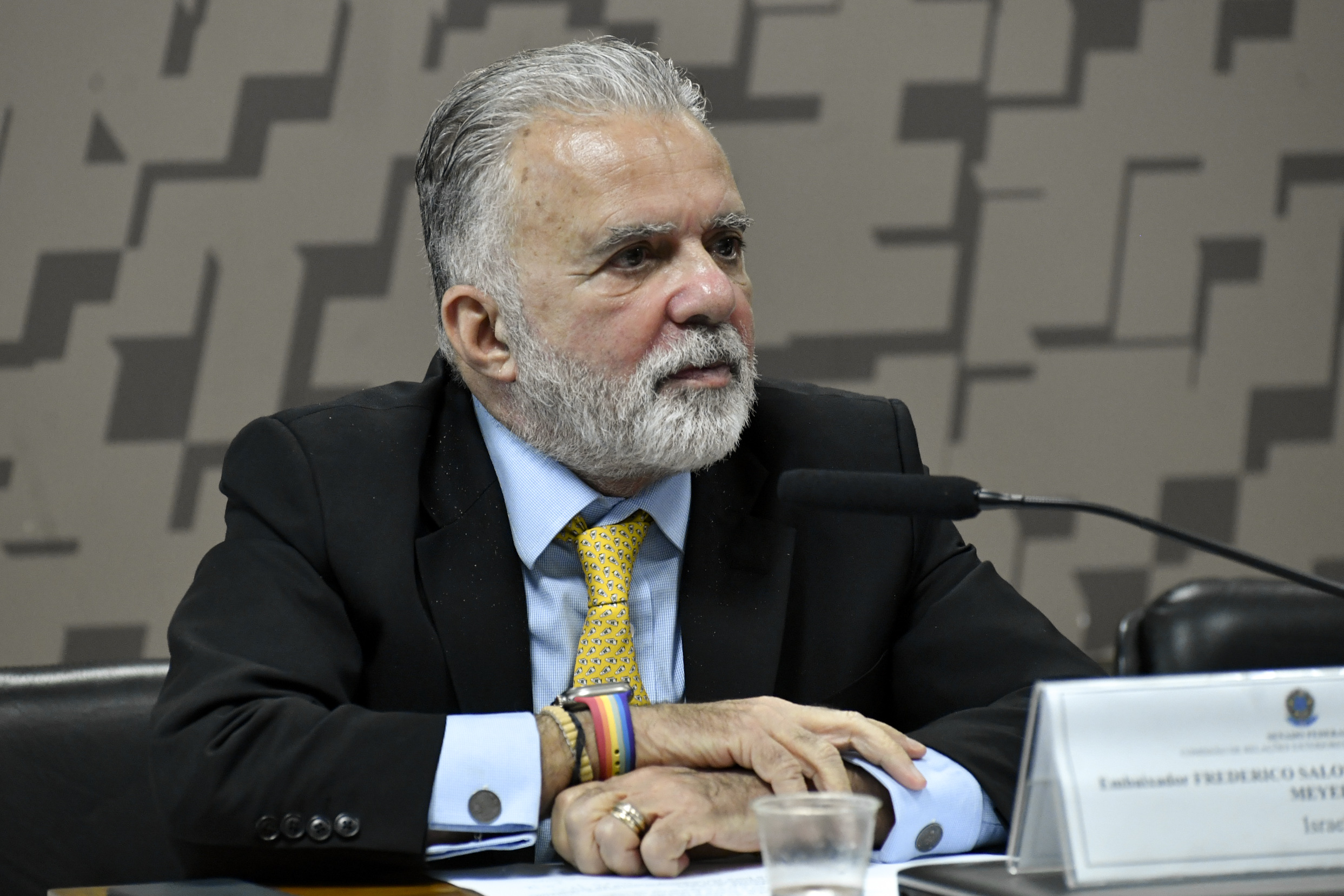
Meyer em maio de 2023

Frederico Salomão Duque Estrada Meyer (nascido em 1953 ou 1954 no Rio de Janeiro) é um embaixador do Brasil e diplomata.
Meyer iniciou sua carreira diplomática em 1978 e serviu nas embaixadas brasileiras de diversos países. Estes países incluem: Iraque, na União Soviética, na Guiana e em Cuba. Foi embaixador do Brasil no Cazaquistão de 2006 a 2011 e foi embaixador no Marrocos de 2011 a 2015. Também foi porta-voz do Ministério das Relações Exteriores (2015–2016) e Embaixador Suplente na Missão do Brasil junto às Nações Unidas em Nova York (2017–2019).  Serviu em Bagdá (1980–1983), Moscou (1985–1989), Genebra (1989–1993), Georgetown (1993), Havana (1995–1998), Genebra (1998–2003) e Nova York (2003–2006).
Em 2023, tornou-se embaixador em Israel. Ele foi chamado de volta e designado persona non grata em Israel em 2024, depois que o presidente brasileiro Lula da Silva comparou a guerra Israel-Hamas ao Holocausto. O governo brasileiro, diante de atitudes consideradas desrespeitosas por parte de Israel, convocou o seu embaixador de volta ao Brasil em fevereiro de 2024.
Em maio de 2024, o governo brasileiro oficializou a remoção de Frederico Meyer, para assumir o cargo de representante especial do país na Conferência do Desarmamento, em Genebra, na Suíça.